# Центар за антиратну акцију Ада
Центар за антиратну акцију Ада (1991-1999) је мировна организација из Војводине која је деловала у периоду од 1991. до 1999. године током трајања рата у бившој Југославији. Главна делатност организације била је пружање помоћи побуњеницима против рата: дезертерима, приговарачима савести, избеглицама, пружањем отпора политици режима Слободана Милошевића и врха ЈНА. Центар за антиратну акцију Ада (ЦАА Ада) помагао је жртвама етничког чишћења у Војводини, Босни и Херцеговини и Хрватској. Активисткиње и активисти ЦАА Ада покушавали су да сачувају везе међу припадницима различитих народа и народности бивше Југославије, солидарно и храбро делујући против ратних политика власти током 90-их.

## Оснивање
”Помози једном човеку и помогао си целом свету! – то је био мото наших активности сво време. Одувек смо тежили да спасемо људски живот, јер човек је најважнији.” Вера Вебел Татић 
Почетком новембра 1991. године мобилизација је текла уз помоћ полиције, а резервисти су били смештени у околини Торњоша, места удаљеног око 20 км од Сенте. Наводно су били мобилисани како би учествовали у петодневној војној вежби територијалне одбране, али су убрзо схватили да се ради о дезинформацији и да су мобилисани како би били послани на ратишта у Хрватској.
У Потисју од 5. до 7. новембра више хиљада људи протестовало против насилне мобилизације чланова њихових породица и суграђана и њиховог слања на фронт.
Центар за антиратну акцију – огранак Ада  основан је 7. новембра 1991. Повод за оснивање биле су масовне демонстрације против присилне мобилизације у Ади, малом граду у Војводини, на северу Бачке.
Оснивачица и лидерка ЦАА Ада била је Вера Вебел Татић. Због антиратног ангажмана, она је у децембру 1991. добила отказ на послу у општинском фонду за здравство где је радила као службеница. Многи антиратни активисти доживели су исту судбину.
У групи је у почетку деловало четрдесет активисткиња и активиста. Центар за антиратну акцију – огранак Ада настао је из београдског Центра за антиратну акцију који је основан 15. јула 1991.

## Протести и референдум у Потисју
Масовне демонстрације против почетка рата у Југославији организоване су у Сенти 5. и 6. новембра 1991. У Ади су демонстрације организоване 7. новембра, када је и основан Центар за антиратну акцију – огранак Ада.
Скупштина општине Ада на ванредној седници донела је одлуку о расписивању референдума против рата и мобилизације. Од грађана се очекивало да се плебисцитарно изјасне да ли су за рат и за слање њихове деце на фронтове Хрватске.
Кризни штаб формиран у општини Ада планирао је да, ако референдум успе, захтева да се резервисти одмах врате кућама. Од надлежних војних органа истовремено су хтели да траже да они који су на редовном одслужењу војног рока, војни рок одслуже до краја на територији Србије.
Вера Вебел Татић том приликом изјављује: ”Морам рећи да наш кризни штаб није једнонационални, јер у њему су Срби и Мађари, а до самог окупљања је дошло спонтано без и једне политичке странке у позадини. Референдум ће успети и не може се десити да га неко дезавуише. То гарантују ови грађани којих има неколико хиљада пред зградом Скупштине општине који ће се побринути да референдум протекне достојанствено и у миру.”
Републичке власти се противе организовању референдума и покрећу прекршајни поступак против пет истакнутих демонстраната/киња: Вере Вебел, Марије Ракош, Нандора Бозокија, Нандора Месароша и Нандора Фаркаша. У прекршајној пријави против њих стоји да су позивали окупљене грађане  на одржавање протесног скупа који надлежним органима није пријављен у складу са законом. Тиме почиње репресија државе над онима који се противе рату на територији Војводине.

## Делатности ЦАА Ада
Центар за антиратну акцију – огранак Ада организовао је антиратне протесте и демонстрације у Ади и другим местима Војводине, пружао је подршку и помоћ војним обвезницима, дезертерима, приговарачима савести, као и њиховим породицама.
Преко међународних мрежа са којима је одржавао односе помагао је свим оним грађанима Војводине који нису желели да учествују у рату у којем је нестала Југославија да напусте земљу. Организовао је правну помоћ. Пратио је суђења пред војним судом у Београду. Активно је радио на изградњи мира успостављајући и одржавајући контакте са мировним организацијама у земљи, као и у земљама бивше Југославије, посебно у Хрватској и Босни и Херцеговини.
Активно је учествовао у локалним, регионалним и међународним антиратним мрежама и  кампањама. Прикупљао је информације о кршењу људских права, обавештавао о томе међународне организације, извештавао о кршењу људских права на међународним конференцијама. Покретао је иницијативе интеретничке солидарности негујући вредности суживота и толеранције и у ратним годинама, у Војводини, Србији и целој регији. Континуирано је организовао хуманитарне акције пружања помоћи за избеглице, радио на спајању породица, прикупљао и делио хуманитарну помоћ.
Центар је организовао екуменске сусрете који су подразумевали молитве за мир заједно са локалним верским заједницама. Вршио је притисак на институције антимилитаристичком критиком позивајући на одговорност и указујући на погубност ратних разарања и политике која је до рата довела. У ЦАА Ада од почетка су неговали политичку солидарност, не само са жртвама рата и мобилизације, већ и са свим угроженима на етничкој, верској, класној и родној основи.
Центар за антиратну акцију – огранак Ада пружао је подршку и међународним актерима, као на пример Тадеушу Мазовјетском, специјалном  известитељу УН, који је дао оставку  27.7.1995. након пада Сребренице.

### Акције супротстављања присилној мобилизације
”Генерал – пуковник Живота Панић нас је оптужио да ЈНА због нас није успела да освоји Осијек, јер смо спречили више од 30.000 резервиста да оду на фронт. Ако је то заиста истина, поносна сам на то. Да живим хиљаду година не бих добила већи комплимент.” Вера Вебел Татић
Подршка дезертерима и борба против присилне мобилизације била је једна од најважнијих активности Центра за антиратну акцију – огранак Ада. Центар је деловао на три начина: 1) превентивно саветујући оне који још нису добили позив шта да чине кад им позив буде уручен, затим 2) саветодавно, помажући онима који су добили позив, али нису желели да се одазову и на крају 3) пружајући правну заштиту дезертерима оптуженим пред војним судом.
Правни тим ЦАА – огранак Ада чинили су адвокати: Ђорђе Мамула, Иван Јанковић, Никола Баровић, Милан Вуковић и Томислав Јакшић. ЦАА – огранак Ада захваљујући раду свог правног тима делио је прецизне инструкције којим су дезертери саветовани да при хапшењу или привођењу не пружају отпор, да се не скривају што им се могло узети као отежавајућа околност, да не беже у иностранство. По привођењу им се саветовало да дају изјаву на записник или да понесу већ написану изјаву у којој се каже да се за време борби у Хрватској, док није била међународно призната, нико не може бити силом обавезан да учествује у грађанском рату.
После признавања Хрватске и Босне и Херцеговине, власти СРЈ и Милошевић наглашавали су да Југославија и Србија нису у рату. Против међународно признате и суверене земље по међународном ратном праву дозвољено је ратовати само по објави рата. У недостатку тога правни тим ЦАА Ада указивао је на  нелегитимност мобилизације.

### Обраћања јавности и институцијама
У својим обавештењима и саопштењима, апелима и писмима подршке побуњеницима против рата, које пише у име Центра за антиратну акцију – огранак Ада, Вера Вебел Татић указује да у Војводини присилна мобилизација мањинских народа има форму етничког чишћења.
Делегација ЦАА – огранак Ада 31.10.1992. године разговара са савезним министром за правду др Тибором Варадијем и савезним министром за националне мањине и људска права др Момчилом Грубачем износећи чињенице о мобилизацији која је најмасовније спровођена у Војводини. Том приликом они су посебно истакли податак да је у грађански рат са подручја Војводине мобилисано преко 80% војних обвезника. Такође су указали на драстична кршења људских права приликом мобилизације.
У Србији је током 1991-1992. насилно мобилисано 140 000 људи, од чега 82 000 у Војводини. На то је јавно указивао ЦАА Ада скрећући пажњу да су мобилизацијом посебно били погођени мушкарци из редова етничких мањина и политичке опозиције.
Aктивисти ЦАА Ада исказали су солидарност са генералом Владимиром Трифуновићем коме је у Србији суђено због издаје зато што је предао сво наоружање хрватској оружаној формацији, Збору народне гарде, напустивши гарнизон у Вараждину са 280 војника. Позивали су војне стратеге, идеологе и вође на разум, предлажући им да оду с власти. Написали су отворено писмо начелнику Генералштаба Југословенске војске генерал-пуковнику Животи Панићу позивајући га да крену заједно у масовну мобилизацију за мир, предочавајући му да су му врховни командати људи који ће пред међународном заједницом одговарати због ратних злочина.

## Сарадња са сродним организацијама
ЦАА – огранак Ада најближе је сарађивао са Фондом за хуманитарно право, Женама у црном, СОС телефоном, Женским центром, Мисијом КЕБС-а за Војводину, са међународним организацијама за људска права, као и са парламентима и владама појединих европских земаља које су примале избеглице и дезертере.
Солидарно је подржавао грађане Сарајева током опсаде, учествовао на митинзима демократске опозиције, противио се прогону опозиционих политичара Вука и Данице Драшковић, дизао глас против режимског преузимања контроле над независним дневником ”Борба”, итд.